# Ernest Martin Skinner
Ernest Martin Skinner (* 15. Januar 1866 in Clarion, Pennsylvania; † 25. November 1960 in Dorchester, Massachusetts) war ein US-amerikanischer Orgelbauer.

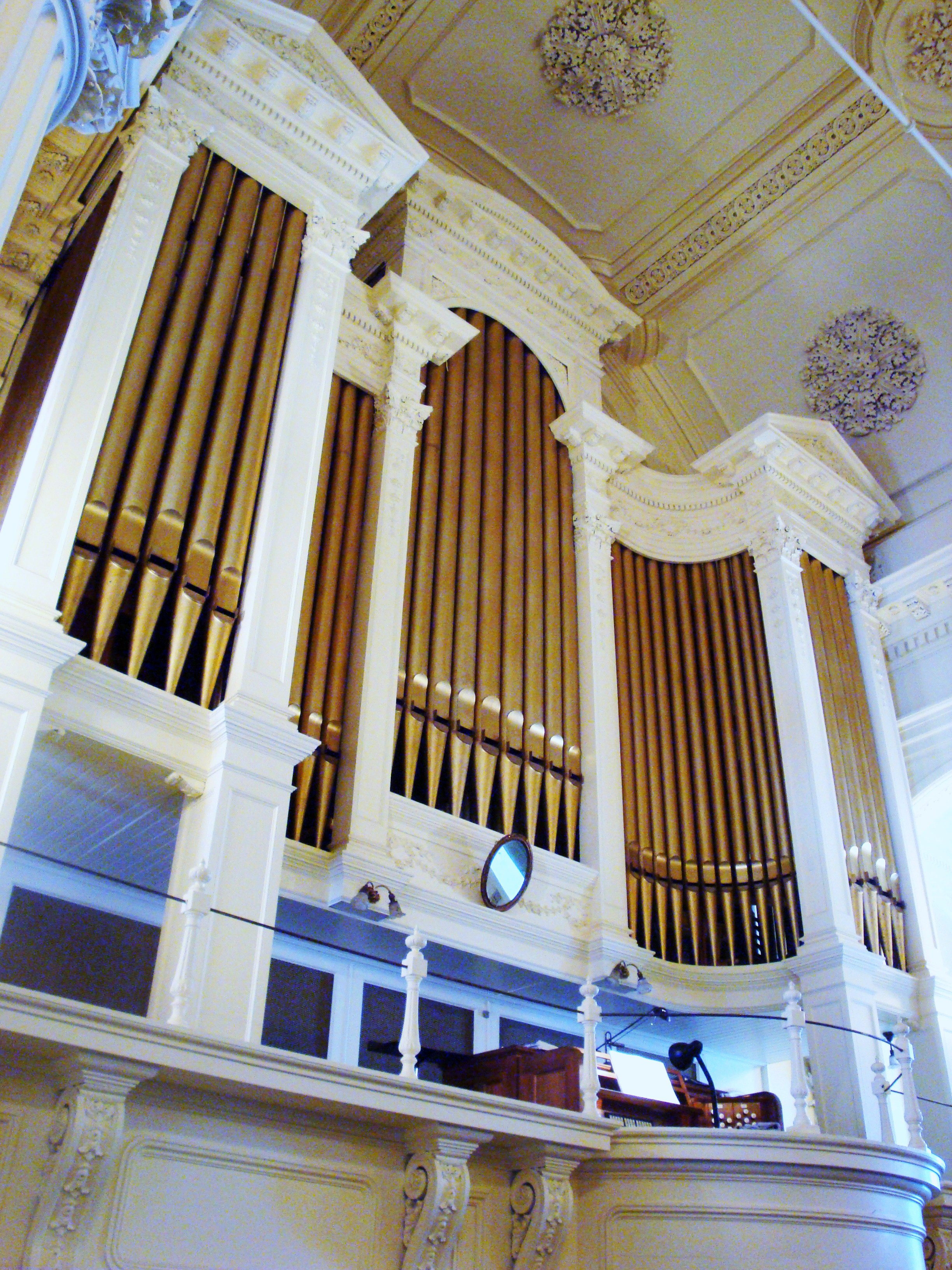
Æolian-Skinner-Orgel in der Arlington Street Church in Boston

## Leben
Skinner wurde 1866 in Clarion (Pennsylvania) geboren. In den 1880er Jahren arbeitete er mit George H. Ryder und Jesse Woodbury. Für George S. Hutchings (1889–1901) und seinen Orgelneubau in der New Yorker St. Bartholomew’s Church entwickelte er 1893 eine erste elektro-pneumatische Traktur. Zahlreiche weitere Erfindungen wie beispielsweise die bis heute in den USA oft gebaute elektropneumatische „pitman“-(Wind)lade (1899) oder orchestrale Solozungen gehen auf Skinner zurück.
1904 gründete er die Ernest M. Skinner & Company in Dorchester, Massachusetts. Die Firma hatte bald mit finanziellen Schwierigkeiten zu kämpfen, da Skinner zwar ein genialer Orgelbauer war, jedoch nicht gewinnbringend mit den Finanzen umgehen konnte. Daraufhin stieg der Millionär Arthur Hudson Marks als Teilhaber in die Geschäftsführung ein und bestimmte maßgeblich die Entwicklung der Firma, welche fortan unter dem Namen Skinner Organ Company agierte. 1932 wurden unter seiner Leitung die Skinner Organ Company und die Æolian Company zur Æolian-Skinner Company zusammengeführt. Unter dem neuen, von Marks aus England engagierten Orgelbauer Donald Harrison verschrieb sich die Firma immer mehr den Ideen der Orgelbewegung. Ernest Skinner schied daraufhin aus der Firma aus und gründete zusammen mit seinem Sohn in Methuen, MA eine neue Werkstatt. Die Aeolian-Skinner Company existierte noch bis 1972.

## Ausgewählte Werke
a) unter den Firmennamen Ernest M. Skinner & Company bzw. Skinner Organ Company
- St. Thomas Episcopal Church, New York City (Manhattan) 1913, Opus 205. umgebaut durch 1955 durch Aeolian-Skinner, 2018 durch neues Instrument der Firma Dobson ersetzt
- Civic Auditorium, St. Paul, MN.  1921, Opus 308. 1985 in die Old South Church in Boston, MA umgesetzt
- St. Luke’s Episcopal Church, Evanston, IL. 1922, Opus 327
- Trinity Church Wall Street, New York City (Manhattan). 1923, Opus 408. 1970 umgebaut durch by Aeolian-Skinner, entfernt 2003, Neubau durch Glatter-Götz/Rosales für 2023 geplant[1].
- St. John’s Episcopal Cathedral, Los Angeles, CA. 1924, Opus 446
- California Palace of the Legion of Honor, San Francisco, CA. 1924, Opus 455
- Trinity Episcopal Church, Gallery Organ, Boston, MA 1926, Opus 574
- Rockefeller Chapel, University of Chicago, Chicago IL. 1927, Opus 634

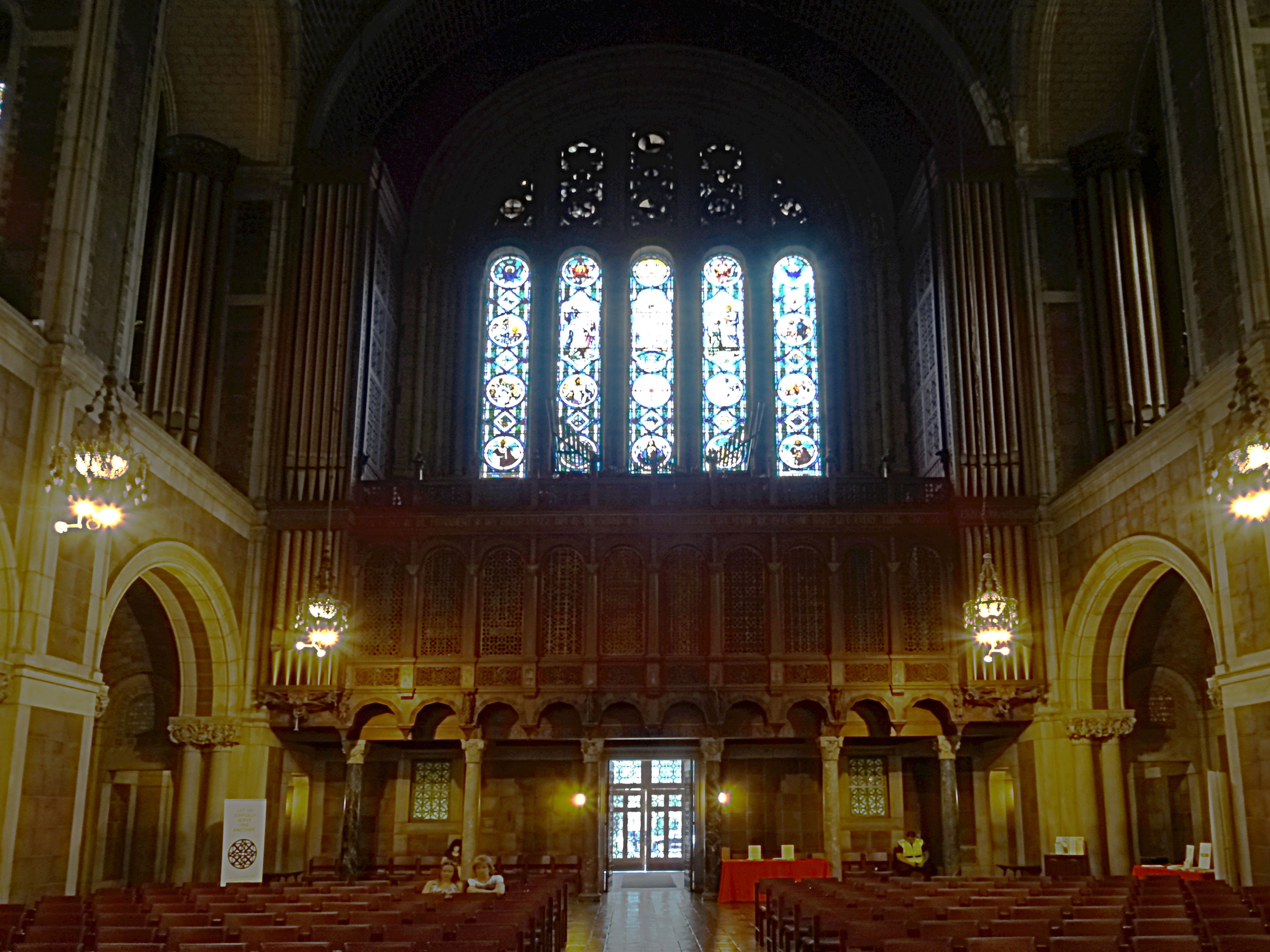
St. Bartholomew’s (NYC Park Avenue)

- St. Bartholomew’s Episcopal Church, New York City (Manhattan). 1927, Opus 651. Enthält substanziellen Anteil aus dem Instrument des vorherigen Kirchengebäudes, erweitert 1927 und 1930, umgebaut 1937 und 1953 durch Aeolian-Skinner
- Chateau de Candé bei Monts (Frankreich). 1928, Opus 718 (einzige originale Installation in Europa)
- Woolsey Hall, Yale University, New Haven, CT. 1928, Opus 722. Enthält substanziellen Anteil an Pfeifen aus dem Instrument der Firma Hutchings-Votey (1902)
- Our Lady, Queen of the Most Holy Rosary Cathedral, Toledo, OH. 1930, Opus 820
- Church of the Immaculate Conception, Philadelphia, PA. 1927, Opus 660. 1987 ausgebaut und ins Cincinnati Museum Center umgesetzt
- Severance Hall, Cleveland, OH. 1929, Opus 816
- First Congregational Church, Los Angeles, CA. 1931, Opus 856
- Girard College Chapel, Philadelphia, PA. 1931, Opus 872

b) unter dem Firmen Namen E.M. Skinner & Sons
- Washington National Cathedral, Washington, DC. 1938, Opus 510. Umgebaut durch Aeolian-Skinner in den Jahren 1957, 1962 and 1964, weitere Umbauten 1975 and 1988